# Brytyjskie Wyspy Dziewicze
Brytyjskie Wyspy Dziewicze (ang. British Virgin Islands, BVI) – brytyjskie terytorium zamorskie w Ameryce Środkowej, w basenie Morza Karaibskiego, obejmujące 36 wysp i wysepek (w tym 11 niezamieszkanych) w północnej części archipelagu Wysp Dziewiczych. Największe wyspy to: Tortola – 54 km², Anegada – 39 km², Virgin Gorda – 21 km² oraz Jost Van Dyke – 8 km².
Powierzchnia kolonii wynosi 153 km², zamieszkuje ją 22,6 tys. osób (2005), z czego 1/3 w stolicy – Road Town na Tortoli. Mieszkańcy zajmują się głównie rolnictwem (sadownictwo, warzywnictwo, hodowla zwierząt) i rybołówstwem. Bardzo dobrze rozwinięta jest także turystyka – średnio rocznie odwiedza je ok. 100 tys. turystów.
Brytyjskie Wyspy Dziewicze są jednym z najbardziej popularnych rajów podatkowych. W 2004 było tam zarejestrowanych ok. 550 tys. firm. Stanowi to ok. 40% wszystkich firm typu offshore na świecie. Przychody Wysp związane z obsługą takich firm są obecnie większe niż przychody z turystyki.
Wyspy zostały odkryte w 1493 roku przez Kolumba. W 1648 roku Tortolę zajęli Holendrzy. Jednak od 1666 roku niepodzielnie panują tu Brytyjczycy. Od 1866 roku wyspy są oficjalnie kolonią brytyjską, a od 1967 roku posiadają wewnętrzną autonomię.

## Demografia

### Struktura etniczna
Osoby czarnoskóre stanowią 76,3% populacji, Latynosi 5,5%, biali 5,4%, osoby o mieszanej etniczności 5,3%, Indianie 2,1% Hindusi 1,6%, inni 3%.

### Struktura religijna
Struktura religijna kraju w 2010 roku według Pew Research Center:
- protestantyzm – 78,4% (gł. metodyści, anglikanie, uświęceniowcy, adwentyści dnia siódmego, zielonoświątkowcy i baptyści[5])
- tradycyjne religie plemienne – 8,4%
- brak religii – 3,9%
- katolicyzm – 3,4%
- inni chrześcijanie – 2,7% (w tym świadkowie Jehowy)  Zobacz więcej w artykule Świadkowie Jehowy w Wielkiej Brytanii, w sekcji Świadkowie Jehowy na Brytyjskich Wyspach Dziewiczych.
- hinduizm – 1,2%
- islam – 1,2%
- inne religie – 0,8%.

## Emisja gazów cieplarnianych
Emisja równoważnika dwutlenku węgla z Brytyjskich Wysp Dziewiczych wyniosła w 1990 roku 0,039 Mt, z czego 0,026 Mt stanowiła emisja dwutlenku węgla, a trochę mniej emisja metanu. W przeliczeniu na mieszkańca emisja wyniosła wówczas 1,6 t dwutlenku węgla, a w przeliczeniu na 1000 dolarów PKB 190 kg. Od tego czasu emisje wahają się, z bardziej zauważalnymi wzrostami w 2007 i 2012. Głównym źródłem emisji przez cały czas była energetyka. W 2018 emisja dwutlenku węgla pochodzenia kopalnego wyniosła 0,153 Mt, a w przeliczeniu na mieszkańca 4,822 t i w przeliczeniu na 1000 dolarów PKB 283 kg.